# George Frederic Watts
George Frederic Watts (født 23. februar 1817 i London, død 1. juli 1904 i Compton) var en engelsk maler og skulptør/billedhugger. 

## Ægteskaber
Han blev gift 20. februar 1864 med den unge skuespiller Ellen Terry, hun var 17 år, han var 46. De blev separeret efter et år. Han blev gift anden gang med designeren Mary Fraser Tytler 20. november 1886 hun var 36 og han 69 år.

## Afholdt og storsindet mand
Med Watts døde den engelske kunsts "great old man", beundret og elsket som ingen anden kunstner: Ikke alene på grund af hans sjældne og højtstræbende kunst og — betegnende nok — et bevidst moraliserende drag i hans kunstvirksomhed, men også på grund af hans ædle, uegennyttige personlighed og storslåede gavmildhed; således skænkede han mængder af, fra 1886 alle sine værker, som private kappedes om at købe til svimlende priser, bort til offentlige samlinger, for at de også kunne komme de brede lag til gode. 

## Watts' kunstneriske løbebane
Watts gik kun et par uger i 1827 på Royal Academy of Arts, fik der vejledning af billedhuggeren William Behnes, men uddannede sig mest på egen hånd. Særlig efter klassisk og græsk kunst: Parthenons-skulpturerne, først 1857 kom han, sendt af regeringen med på en udgravningsekspedition til Halikarnassos, selv i berøring med de oldklassiske kunstegne; det smukke Pygmalions Hustru er en art åndfuld engelsk oversættelse af græsk kunst, og af denne og vel også af John Flaxman, bærer overhovedet det plastisk monumentale i Watts' skikkelser kendelige mærker. Over for prærafaelitterne stod Watts ret selvstændig, beslægtet med dem gennem romantik og mystik, men i malerisk henseende påvirket af højrenæssancen og da særlig venetianerne, Tintoretto. I øvrigt er hans malemåde dog ret hård og tør, ofte freskoagtig virkende. 1837 udstillede Watts sit første arbejde på akademiet, Såret hejre. I 1843 vandt han en pris for en karton til parlamentsbygningen Caractacus i triumf. Af stor betydning for hans udvikling blev opholdet i Firenze 1844—47. Her fandt han en forstående mæcen i Henry Fox, 4th Baron Holland, hvis Holland House i London han senere udsmykkede og forsynede med adskillige af sine ypperste værker, medens han i samme ejers "Old little Holland House" tæt ved siden af i mange år havde atelier og bolig, indtil han 1874 rykkede over i sit eget hjem i umiddelbar nærhed: "Little Holland House". I Firenze-tiden malede han for nævnte lord og gesandt blandt andet en del fresker til Villa Medicea i Carreggi, heriblandt det nu stærkt medtagne Lorenzos læge P. Leoni kastes i brønden, der pudsigt nok en tid var tilskrevet Giorgio Vasari. 
Hjemme, hvor han 1847 fik 1. præmie for Alfred bekæmper danskerne, søgte han at forny freskoteknikken, men, især på grund af vejrliget, med lidet held; flere af hans herhenhørende arbejder har således måttet omsættes i glasmosaik. Freskoarbejder: Sct. Georg og Dragen (1853), det fremragende Tiden, retfærdigheden og døden (S. Juda i Whitechapel, også i St. Paul i London) og hovedværket, det store Justice, A Hemicycle of Lawgivers, Lovgivningens Skole i Lincoln’s Inn, 1859, påvirket af Rafaels Skolen i Athen. Watts begyndte tidligt at male portrætter; måske er han størst og hans berømmelse varigst som portrætmaler. Efter hele sin natur går han dybt i karakteristikken og søger personligheden frem gennem øjet, Sjælens Spejl, og udtrykkets kraft; Watts har portrætteret en mængde åndelige storheder, som han ofte stod i personligt venskabsforhold til: William Edward Hartpole Lecky, William Gladstone, Edward Burne-Jones, William Morris, Frederic Leighton, Adolphe Thiers, François Guizot etc.; en stor mængde af hans portrætter af berømte mænd findes i National Portrait Gallery i London, hvortil han alene 1895 skænkede ikke mindre end 17, hvoriblandt Robert Browning, Thomas Carlyle, Austen Henry Layard, Kardinal Manning, John Stuart Mill, Anthony Panizzi, Dante Gabriel Rossetti, Alfred Tennyson og andre steder, Lord Shaftesbury, Henry Taylor; endvidere kan nævnes portrætter af Walter Crane, Lord Rotschild, selvportrætter med et i Galleria degli Uffizi.  I talrige andre værker søgte Watts op mod de høje og højeste åndelige vidder; han er der ofte mere tænkeren og etikeren end digteren og ofte mere digter end maler, da det nøje modelstudium her gerne viger for den fri skabelse. Noget af denne stemning for det højeste  udløste han i malerier efter historien eller litterære kilder, det betagende Paolo og Francesca, der findes i tre varianter, Sir Galahad og Lady Godiva efter Tennyson, Britomart, Una med flere efter John Roddam Spencer Stanhope. Orfeus og Eurydike, den skønne og følte komposition Diana og Endymion og mange andre og i bibelske stykker, Eva-Trilogien, De apokalyptiske riddere, men særlig har bidraget til en Watts-kultus i England, udogmatisk kristendoms og mild humanitets ånd. Her blot nogle af de hovedværker, der særlig har bidraget til en Watts-kultus i England, Tiden og forglemmelsen, Livsillusioner, Tid. Død og Retfærdighed, Håbet, de to anti-kapitalistiske og sociale Mammon og Minotaur, Kærlighed og død, Kærlighed og liv, Døden kroner uskylden, Dødens sendebud, Triumferende kærlighed og Dødens forgård, en optimistisk idealiserende kunst, der vil lære, opdrage og prædike moral. 

Et arbejde som Irsk Familie står ret isoleret i Watts' Produktion. Watts har også malet landskaber, ofte fantastiske a la J.M.W. Turner, litograferet lidt, skrevet om kunstvirksomhed, kataloger med noter til sine udstillinger; til de almindelige udstillinger gav han sjælden møde, og fremmet kunstindustri, dekoreret Holland House, samt med sin hustru 1884 grundet Home Arts and Industries Association, hvortil knyttedes et par hundrede industriskoler, heriblandt en keramikskole under hans eget opsyn, nær ved hans sidste hjem Limnerslease, tæt ved Guilford. Han var også ret produktiv som billedhugger: den berømte buste Clytia, kolossalrytterstatuen Energy til Cecil Rhodes’ gravmæle ved Bulawayo i bronze, statue af lord Holland, foran Holland House, rytterstatue af Hugh Lupius, Jarl af Chester. I løbet af 1867 blev han både associate og akademimedlem, i sin alderdom æresmedlem af akademiet; baronetværdigheden afslog han. Watts kunst ses fornemmelig i Holland House, National Portrait Gallery, Tate Gallery samt i Watts Gallery. Han ligger begravet i det af ham selv opførte, delvis af hans hustru udsmykkede kapel, Watts Mortuary Chapel, i Compton ved Limnerslease.
Docent ved Københavns Universitet David Loshak har skrevet om Watts både på dansk og engelsk i flere udstillingskataloger bl.a. for Statens Museum for kunst. Loshak boede i 1960'erne på Bornholm.

## Gallerier
- George Frederic Watts, The wound heron, 1837, Watts Gallery
- George Frederick Watts, Ellen Terry/Choosing, 1864, National Portrait Gallery
- George Frederick Watts, Ellen Terry, 1864, National Portrait Gallery
- George Frederick Watts, Minotaur, 1875, Tate Britain
- George Frederick Watts, Mary Fraser Tytler, 1887,
- George Frederick Watts, Tiden, retfærdigheden og døden, 1889, Tate Gallery
- George Frederick Watts, Triumferende kærlighed, 1899-1900[3][4]
- George Frederic Watts, Physical Energy ,1902, Hyde Park
- Watts Mortuary Chapel

### Portrætter af George Frederic Watts og fra National Portrait Gallery
- William Morris, 1870
- Dante Gabriel Rossetti, ca. 1871
- Alfred Tennyson,ca. 1863-64
- Walter Crane, 1891
- William Ewart Gladstone, ukendt årstal
- Frederic Leighton, ukendt årstal
- Robert Browning, ukendt årstal
- Anthony Panizzi, ukendt årstal
- Lord Shaftesbury, ukendt årstal